# Sobibórtransporten

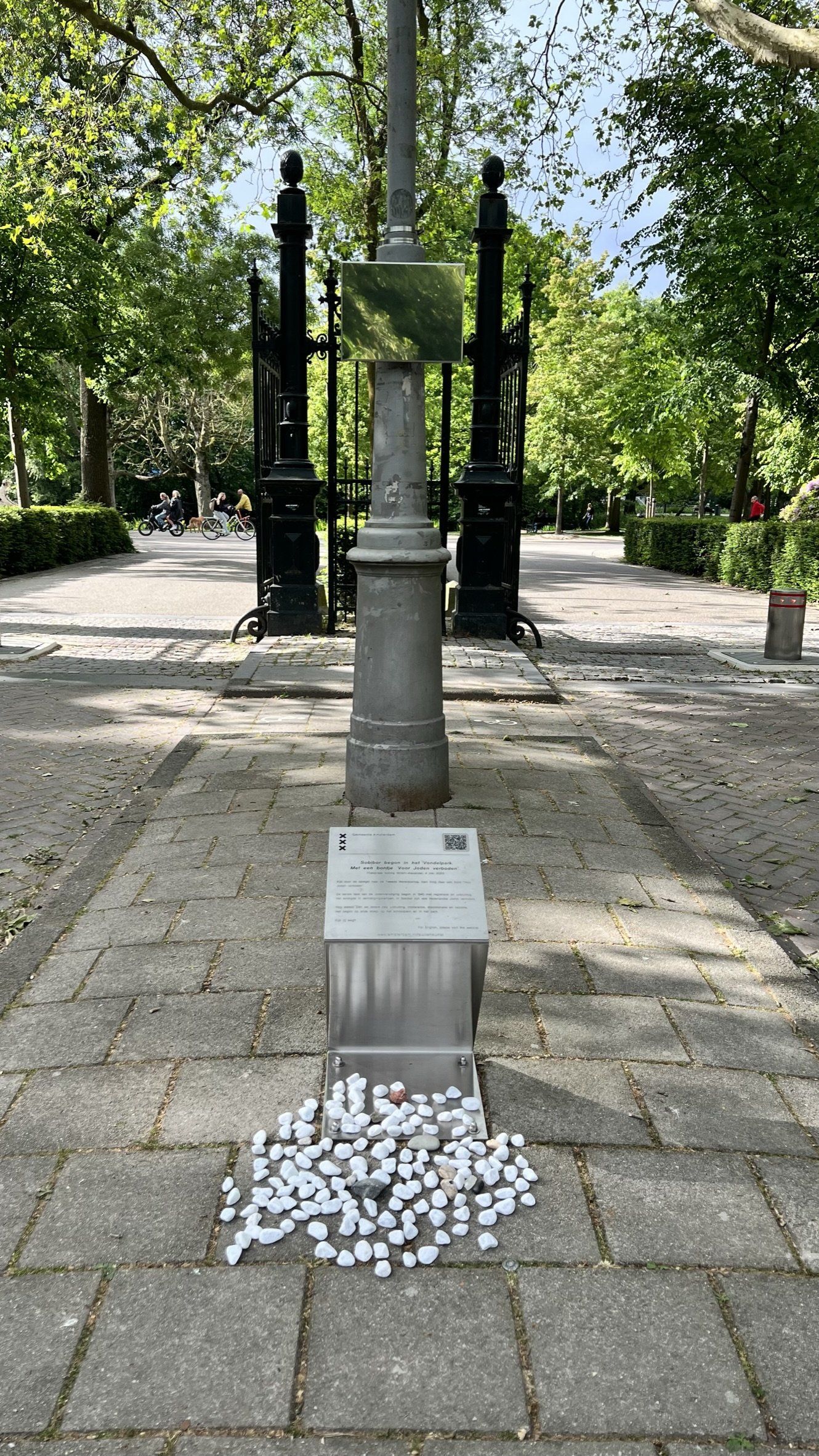
Gedenkteken Sobibor - en wat doe jij? in Amsterdam

De Sobibórtransporten waren  19 treintransporten waarbij in totaal 34.313 Joden in de Tweede Wereldoorlog gedeporteerd werden vanuit Nederland naar het vernietigingskamp Sobibór.
De treintransporten naar Sobibór vertrokken tussen 3 maart en 20 juli 1943 wekelijks op dinsdag vanuit Kamp Westerbork. Vrijwel alle gedeporteerden werden op de dag van aankomst direct doorgeleid naar de daar aanwezige gaskamers en vermoord. In totaal zijn ongeveer duizend mensen uit Nederland bij aankomst doorgestuurd naar werkkampen, onder wie ongeveer zevenhonderd naar het turfkamp Dorohucza, in de omgeving van Lublin. Velen van hen bezweken onder de zware omstandigheden aan mishandeling, uitputting, ondervoeding en ziekte of werden om arbitraire redenen geëxecuteerd.
Enkele tientallen werden in het kamp Sobibór te werk gesteld als Arbeithäftlinge.
Van de kinderen en jongeren tot zestien jaar oud, die 5, 6 en 7 juni in Kamp Vught geselecteerd werden voor het kindertransport is het overgrote deel ook in Sobibór terechtgekomen, waar zij vrijwel direct na aankomst vergast werden. Ook Philip Slier, bekend om zijn brieven vanuit Rijkswerkkamp Molengoot, en zijn ouders kwamen via Kamp Vught in Sobibór terecht en zijn er vergast.

## Treinen van Westerbork naar Sobibór[3]
| Vertrek     | Aankomst    | Aantal personen |
| ----------- | ----------- | --------------- |
| 1943-03-2/3 | 1943-03-5/6 | 1105            |
| 1943-03-10  | 1943-03-13  | 1105            |
| 1943-03-17  | 1943-03-20  | 964             |
| 1943-03-23  | 1943-03-26  | 1250            |
| 1943-03-30  | 1943-04-02  | 1255            |
| 1943-04-06  | 1943-04-09  | 2020            |
| 1943-04-13  | 1943-04-16  | 1204            |
| 1943-04-20  | 1943-04-23  | 1166            |
| 1943-04-27  | 1943-04-30  | 1204            |
| 1943-05-04  | 1943-05-07  | 1187            |
| 1943-05-11  | 1943-05-14  | 1446            |
| 1943-05-18  | 1943-05-21  | 2511            |
| 1943-05-25  | 1943-05-28  | 2862            |
| 1943-06-01  | 1943-06-04  | 3006            |
| 1943-06-08  | 1943-06-11  | 3017            |
| 1943-06-29  | 1943-07-02  | 2397            |
| 1943-07-06  | 1943-07-09  | 2417            |
| 1943-07-13  | 1943-07-16  | 1988            |
| 1943-07-20  | 1943-07-23  | 2209            |

## Overlevenden
Uit de negentien transporten met 34.313 Joden die vanuit Kamp Westerbork werden gedeporteerd hebben slechts achttien mensen de oorlog overleefd. Twee vrouwen onder wie Selma Engel-Wijnberg die vanaf het transport van 6 april 1943 als Arbeithäftlinge waren te werk gesteld overleefden door te ontsnappen tijdens een opstand. 
Van de ongeveer duizend mensen die naar andere kampen waren doorgestuurd werden niet meer dan dertien vrouwen en drie mannen uiteindelijk bevrijd na twee jaar op verschillende plaatsen als dwangarbeiders te werk gesteld te zijn geweest. De dertien vrouwen waren uit het transport van 10 maart 1943 afkomstig. De drie mannen onder wie Jules Schelvis kwamen met de treinen van respectievelijk 17 maart, 11 mei en 1 juni 1943 in Sobibór aan.

## Monumenten

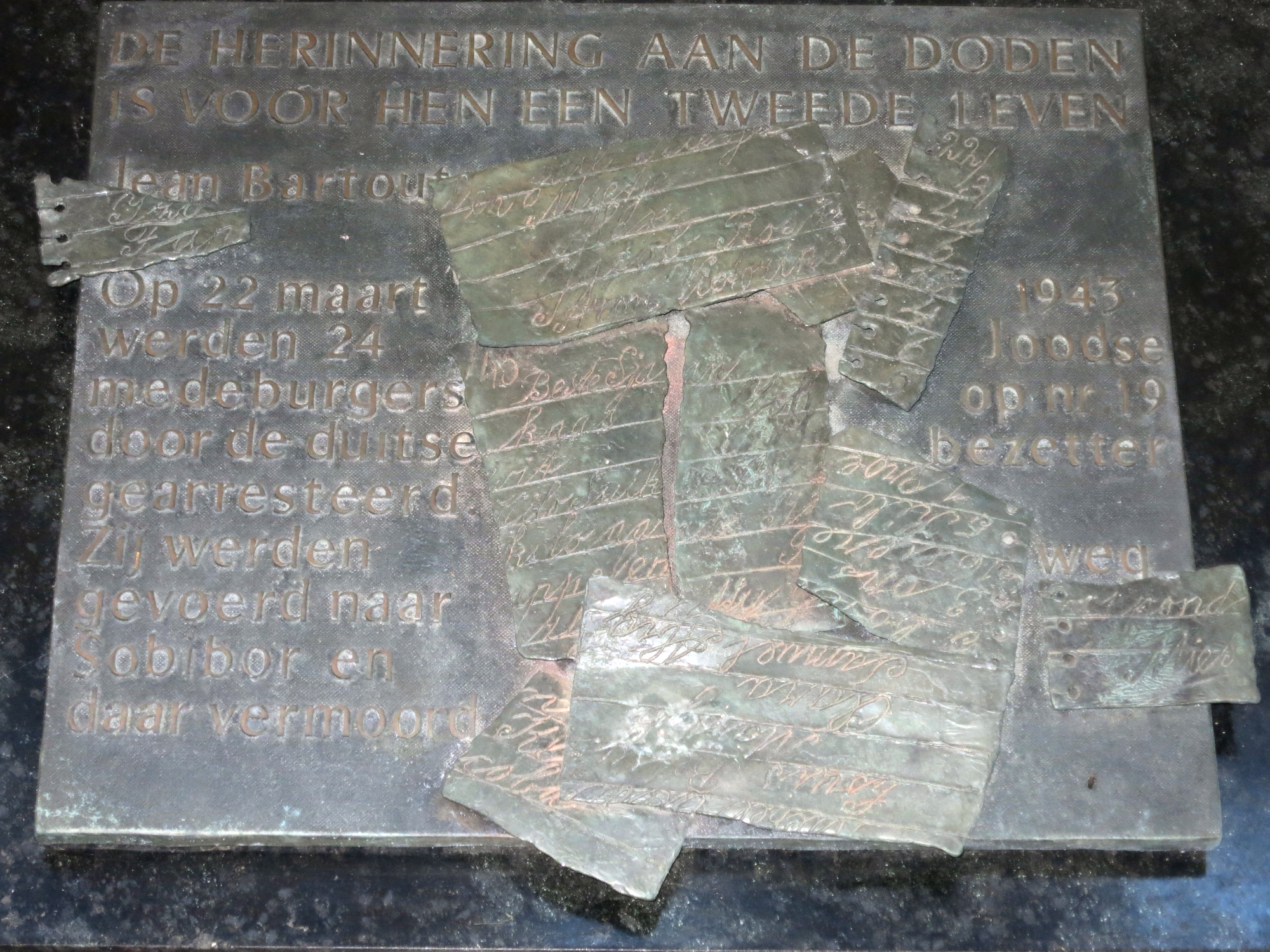
Monument weggevoerde Joden Reinkenstraat Den Haag

- het gedenkteken Sobibor - en wat doe jij? in de Van Eeghenstraat in Amsterdam. Het gedenkteken uit 2021 in de vorm van de spiegel nodigt uit tot reflectie en wil mensen letterlijk een spiegel voor houden. Het gedenkteken is geplaatst op de plek waar tijdens de Tweede Wereldoorlog een bordje hing met de tekst ‘Voor Joden verboden’. Het is in 2021 geplaatst als burgerinitiatief door Niels van Deuren, in samenwerking met Stichting Sobibor, naar aanleiding van de toespraak van koning Willem-Alexander tijdens de Dodenherdenking op 4 mei 2020. “Sobibor begon in het Vondelpark. Met een bordje: ‘Voor Joden verboden’”, sprak de koning op een lege Dam. Jaarlijks is op 1 juni bij dit monument een herdenking. Deze wordt georganiseerd door Stichting Sobibor in samenwerking met het Amsterdams 4 en 5 mei comité.
- een plaquette aan de Reinkenstraat 19 in Den Haag herinnert aan de 24 Joden die op 22 maart 1943 werden gearresteerd. Zij werden in Sobibór vermoord.
- het Joods monument in Enter werd in 1995 onthuld. Het herinnert aan twintig Joden die in 1943 in Enter gearresteerd werden en in Sobibór de dood vonden.
- het gedenkteken aan de Amstel in Amsterdam bestaat uit een lint van stenen, die herinneren aan de bijna 100 kinderen en drie verzorgers die uit het jongensweeshuis Megadlé Jethomiem opgehaald werden.
- het Kindergedenkteken op het achterterrein van Nationaal Monument Kamp Vught dat herinnert aan de 1269 kinderen die vanuit Kamp Vught naar Sobibor werden getransporteerd en daar bij aankomst direct vergast, vaak samen met (een van) hun ouders.

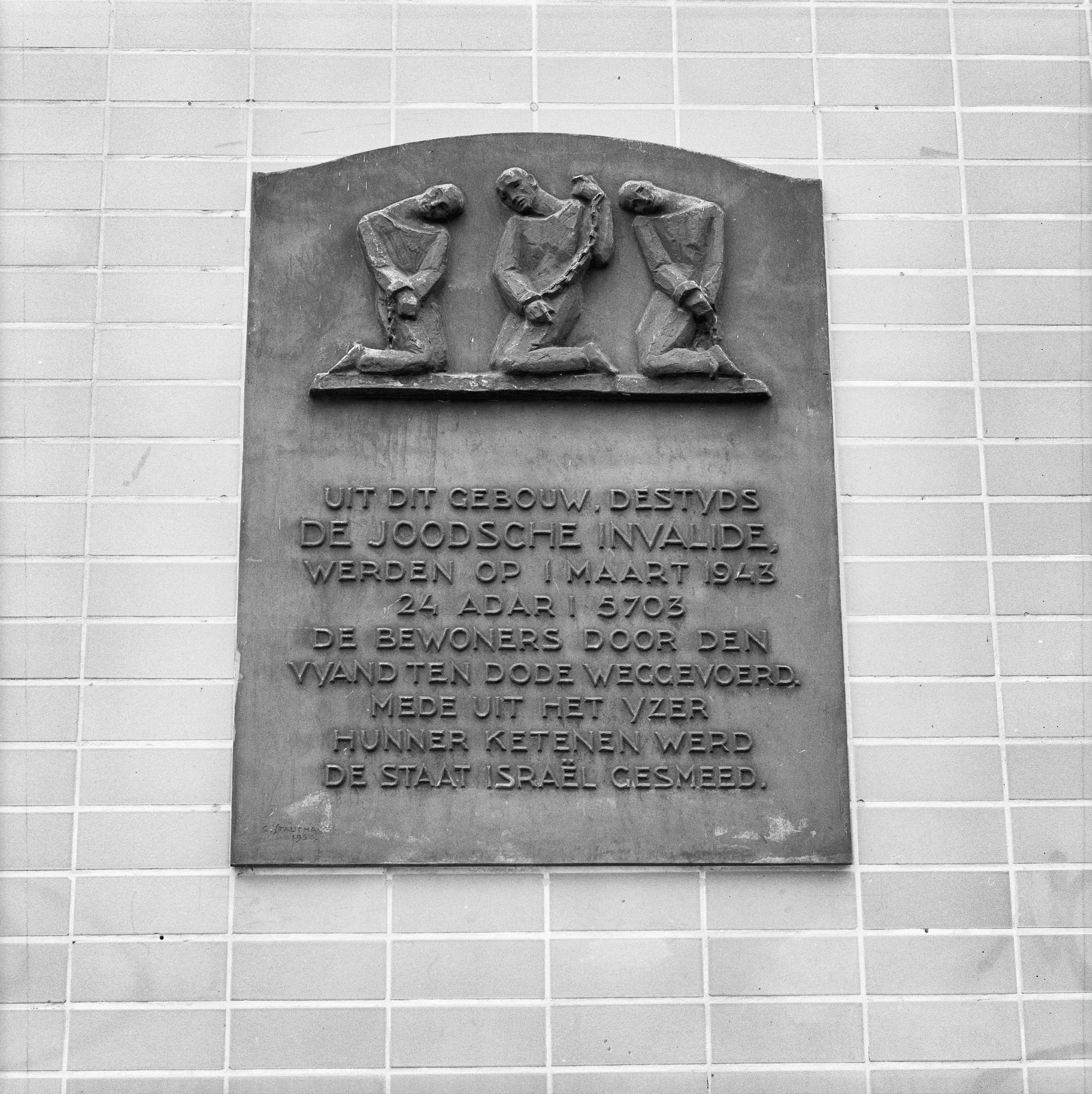
Plaquette De Joodse Invalide

- een plaquette in de gevel van Weesperplein 3 in Amsterdam herinnert aan de deportatie van de bewoners van de De Joodse Invalide. Een groot deel van de gedeporteerden werd op 13 maart 1943 in Sobibor vermoord. De plaquette is in 1950 aangebracht.
- een plaquette aan de Oude Gasthuispoort op het terrein van GGNet herinnert aan de twintig Joodse patiënten die in april 1943 uit het Oude en Nieuwe Gasthuis in Zutphen en Warnsveld werden weggevoerd naar Westerbork om in Sobibór te worden vermoord. Zestien patiënten bevonden zich op het zevende transport naar Sobibór, drie patiënten op het achtste en één patiënte overleed in Westerbork.[6]

Daarnaast zijn er enkele monumenten die personen herdenken die daar vermoord werden.